# دنیس مک‌کنا
دنیس جان مک‌کنا (به انگلیسی: Dennis Jon McKenna) (زادهٔ ۱۷ دسامبر ۱۹۵۰ در کلرادو آمریکا) گیاه‌شناس دارویی، پژوهشگر، نویسنده و سخنران آمریکایی است. او برادر ترنس مک‌کنا، مدافع معروف گیاهان و ترکیبات روان‌گردان است.

## آثار

### پرورش قارچ سیلوسایبین
در اوایل دهه ۱۹۷۰ میلادی، دنیس مک‌کنا به همرا برادرش ترنس مک‌کنا تکنیکی جدید برای پرورش قارچ‌های سیلوسایبین ابداع کردند و آن را در کتابی با نام Psilocybin - Magic Mushroom Grower's Guide منتشر کردند. این اولین بار بود که روشی قابل استفاده در خانه برای پرورش قارچ‌های سیلوسایبین منتشر شد.

### خاطرات تِرنس
دنیس مک‌کنا در کتابی با نام The Brotherhood of the Screaming Abyss خاطرات زندگی برادرش ترنس مک‌کنا و ماجراجویی‌هایشان را منتشر کرد. این کتاب در سال ۲۰۱۲ منتشر شد.